# Americana Futebol
Americana Futebol, mer känd som enbart Americana eller tidigare Guaratinguetá Futebol, är en fotbollsklubb från staden Americana i delstaten São Paulo i Brasilien. Klubben grundades den 1 oktober 1998 och deltog i Campeonato Paulistas andradivision år 2000. Klubben bytte till det nuvarande namnet den 15 oktober 2010. Klubben spelade sin första säsong i Campeonato Paulistas högsta division 2007.